# Pintel en Ragetti
Pintel en Ragetti zijn twee fictieve piraten uit de filmtrilogie Pirates of the Caribbean. In de films werken ze op de Black Pearl; eerst onder Hector Barbossa, later onder Jack Sparrow.
Pintel en Ragetti zijn de vrolijke noot van de film. Het duo wordt ook vaak vergeleken met R2-D2 en C-3PO uit de Star Wars-films. Ze worden gespeeld door respectievelijk Lee Arenberg en Mackenzie Crook.

## Biografie

### Pirates of the Caribbean: The Curse of the Black Pearl
De twee piraten dienden op de Black Pearl onder Jack Sparrow, totdat er tegen deze een muiterij kwam. Daarna dienden ze onder Hector Barbossa. De twee piraten worden voor het eerst gezien tijdens de aanval op Port Royal, waarin ze het huis van de gouverneur binnendringen en Elizabeth Swann ontvoeren. Gedurende de rest van de film dienen de twee als de vrolijke noot van de film. Omdat ze vervloekt zijn door het stelen van de schat van Hernán Cortés zijn ze het grootste gedeelte van de film onsterfelijk. Op het eind wordt de vloek verbroken, en worden ze samen met de andere piraten gevangen.
Hoewel er geen officieel achtergrondverhaal bestaat over de twee piraten houdt acteur Lee Arenberg vol dat Ragetti Pintels neef is, de zoon van een prostituee die waarschijnlijk Pintels zus is.
Een terugkerende grap in de eerste film is dat karakters die zich overgeven aan Pintel en Ragetti zich telkens beroepen op het recht van "parler" (Frans voor "spreken", in de film uitgesproken als "Parley"). Onder de piratencode geeft Parley een gevangene het recht om eerst met de kapitein te spreken en te onderhandelen. Tot die tijd mag de gevangene niets worden gedaan. Met name Pintel heeft er nogal een afkeer van dat iedereen zich steeds zomaar van Parley bedient, waardoor hij er niet lekker ongestraft op los kan hakken. Ironisch genoeg vraagt Pintel tegen het einde van de film zelf om Parley nadat hij en de rest van de piraten gevangengenomen zijn.
Ook Ragetti's valse houten oog is een constante bron van grappen. Het oog wordt regelmatig uit zijn kas gestoten waardoor hij er naar moet zoeken. Een van Ragetti’s wensen is om een echt glazen oog te krijgen.

### Pirates of the Caribbean: Dead Man's Chest
Pintel en Ragetti werden teruggebracht naar Port Royal en berecht voor hun misdaden. Ze konden echter ontsnappen nadat Pintel de Prison Dog had gedwongen hen te helpen. Ze kochten een sloep en gingen opnieuw op zoek naar de Black Pearl.  Tegen die tijd begon Ragetti zijn pas herwonnen sterfelijkheid te accepteren. Hij vond blijkbaar religie en probeerde de Bijbel te lezen, ondanks dat hij analfabeet was. Niettemin voelde hij dat het de inspanning was die telde, en hij streefde ernaar zijn onsterfelijke ziel zoveel mogelijk te beschermen.     
Hoewel Pintel en Ragetti aanvankelijk proberen om de Pearl te stelen, staat Jack hen later toe lid te worden van zijn bemanning. Ze proberen echter tijdens het duel tussen Jack, Will en Norrington de Dead Man’s Chest te stelen.Pintel en Ragetti blijken in de tweede film nogmaals zeer goede vechters. In de eerste film doodden ze tijdens de climax al veel van de soldaten van de marine, en nu veel van Davy Jones’ bemanning. Ze redden ook Elizabeth van de Kraken wanneer deze de Pearl aanvalt.

### Pirates of the Caribbean: At World's End
In de derde film gaan Pintel en Ragetti mee met de bemanning van de Black Pearl om Jack en de Black Pearl te redden. Ook wordt onthuld waarom Ragetti zo gehecht is aan zijn houten oog. Dit oog is een van de negen voorwerpen die jaren terug door de negen piratenleiders gebruikt werden om de godin Calypso gevangen te nemen in een menselijke gedaante. Barbossa was een van de leiders, en had destijds het oog in bewaring gegeven bij Ragetti. Vanaf het moment dat Calypso weer is vrijgelaten, en het voorwerp daarbij is "opgeofferd", draagt Ragetti noodgedwongen een ooglapje.
Aan het eind van de film zijn de twee nog altijd lid van de bemanning van de Black Pearl, wanneer deze wederom door Barbossa is gestolen.
Na deze film worden beide niet meer gezien, maar wel wordt in On Stranger Tides gesuggereerd dat ze mogelijk vast zitten in de door Blackbeard gestolen en gekrompen Pearl. In de vijfde film komen ze niet tevoorschijn dus ze zijn gedood door zwartbaard. 

## Trivia
- Verschillende scènes met de twee in de hoofdrol werden onderdeel van terugkerende grappen in de latere films.